# The Winds of Winter
The Winds of Winter neboli volně přeloženo Vichry zimy je název knihy plánované jako šestý díl fantasy ságy Píseň ledu a ohně George R. R. Martina. Události popsané v knize budou navazovat na děje Hostiny pro vrány a Tance s draky.

## Postavy
K červnu 2010 Martin dokončil čtyři kapitoly The Winds of Winter, jejímiž vypravěčkami jsou Sansa Stark, Arya Stark a Arianne Martell. V červenci 2010 oznámil že kapitola Aerona Greyjoye byla posunuta z Tance s draky do The Winds of Winter a že má dokončeno více než sto stran.
Martin také poznamenal, že rozdělení postav z Hostiny pro vrány a Tance s draky už v The Winds of Winter platit nebude. Postavy představené v předcházejících dvou knihách také mají být posledními POV postavami, kromě vypravěčů prologů a epilogů.
V prosinci 2011 Martin uveřejnil kapitolu z The Winds of Winter z pohledu Theona Greyjoye a jeho interakce se Stannisem Baratheonem.
V roce 2011 Martin četl na WorldConu kapitolu Arianne Martell, která se vydává poznat chlapce, který si říká Aegon Targaryen a který měl zemřít už jako nemluvně. Na konci kapitoly se dozvídáme, že Aegon dobyl Bouřlivý konec.

## Vypravěči
Seznam zahrnuje jen ty postavy, jejichž kapitola ve Vichrech již byla zveřejněna nebo se ví o její existenci.
- Sansa Stark, užívajíc krycí jméno Alayne Kámen, manželka Tyriona Lannistera a údajná dědička rodu Starků
- Arya Stark, užívající krycí jméno Mercy, ztracená členka rodu Starků, v současnosti asasínka řádu Mužů bez tváře
- Theon Greyjoy, zlomený syn Balona Greyjoye ze Štítu, zajatec Stannise Baratheona
- Arianne Martell, dědička Dorne
- Tyrion Lannister, trpaslík, otcovrah, vyděděný Lannister a člen žoldnéřského bratrstva Druhých synů
- Victarion Greyjoy, kapitán Železné flotily v Zálivu otrokářů
- Aeron Greyjoy, kněz potopeného boha
- Barristan Selmy, lord velitel královské gardy královny Daenerys
- Cersei Lannister, matka krále Tommena, na konci Tance s draky vykonala pouť vykoupení (údajně potvrzena na Balticonu 2016)
- Areo Hotah, kapitán stráží Dorana Martella (Martin na svém blogu potvrdil, že se vrátí jako POV charakter)

## Datum vydání
V listopadu 2016 Martin naznačil, že kniha nebude dokončena v roce 2016 ani na začátku roku 2017: „Toto (Guadalajara International Book Fair) je moje poslední veřejné vystoupení v roce 2016. Pro rok 2017 jsou mé plány na veřejná vystoupení velmi omezené, tak to bude až do doby, než dokončím Vichry. Takže pokud se chcete se mnou setkat, nebo si chcete nechat podepsat nějakou knihu, toto může být na několik měsíců vaše poslední šance.“
V březnu a dubnu 2020 Martin prohlásil, že na románu pracuje každý den. V únoru 2021 na svých stránkách uvedl, že v roce 2020 napsal "stovky a stovky stran", ale ačkoliv to byl ohledně Vichrů zimy nejproduktivnější rok, stále má stovky stran před sebou. I když vyjádřil naději o dokončení během roku 2021, nechtěl nic slibovat. 
V listopadu 2023 Martin uvedl, že má napsáno asi 1100 stran Vichrů zimy, tedy stejně jako před rokem, a do dokončení knihy mu zbývá ještě 400 až 500 stran. Předpokládaný rok vydání autor nezmínil.